# Goody Goody
Goody Goody ist ein von Matty Malneck komponierter und Johnny Mercer getexteter amerikanischer Jazz-Standard aus dem Jahr 1936. Er wurde von diversen Künstlern aufgenommen und mit einem deutschen Text versehen auch als Werbesong für die Lebensmittelmarke Gutfried bekannt.
Erstveröffentlichende waren Ted Wallace and His Swing Kings [Bluebird, B-6252-B, 1936], bekanntere Aufnahmen stammen von Benny Goodman, Freddy Martin oder Bob Crosby. Eine Hit-Single mit dem Song hatte Frankie Lymon im Jahr 1957.
Im Bereich des Jazz listet der Diskograf Tom Lord ab 1936 insgesamt 211 Coverversionen des Titels, in frühen Jahren u. a. von Wingy Manone, Teddy Stauffer und Charlie and His Orchestra.

## Weitere Versionen
- Teddy Stauffer & the Original Teddies (1936)
- Ella Fitzgerald (1959)
- Julie London (1958)
- Della Reese (1960)
- Frank Sinatra (1962)
- Rosemary Clooney (1987)
- Tony Bennett and Lady Gaga (2014)
- Freak Kitchen (2014)